# Ruhmeshalle
La Ruhmeshalle ovvero il Pantheon bavarese della Fama, è un edificio neoclassico a tre ali con un colonnato di colonne a capitelli dorici, costruito da Leo von Klenze per Ludovico I di Baviera a Monaco di Baviera su un pendio che domina la Theresienwiese, ovvero il prato dove ogni anno si svolge l'Oktoberfest. La Ruhmeshalle fu costruita tra gli anni 1843 e 1853, insieme con il monumento della Bavaria di Ludwig von Schwanthaler. Con questo costituisce un complesso.
Ludovico I già da principe erede aveva in piano d'innalzare un monumento per personaggi celebri bavaresi. Nel 1833 aprì un concorso tra Friedrich von Gärtner, Leo von Klenze, Joseph Daniel Ohlmüller e Georg Friedrich Ziebland, che fu vinto dal sostenitore del classicismo Leo von Klenze, mentre la statua della Baviera fu realizzata da Schwanthaler in stile romantico.
Qui vengono onorati a forma di busto di marmo bianco personaggi illustri bavaresi che hanno dato un contributo positivo all'umanità. Tuttora una commissione di stato a intervalli irregolari sceglie nuovi personaggi da immortalare nella Ruhmeshalle.

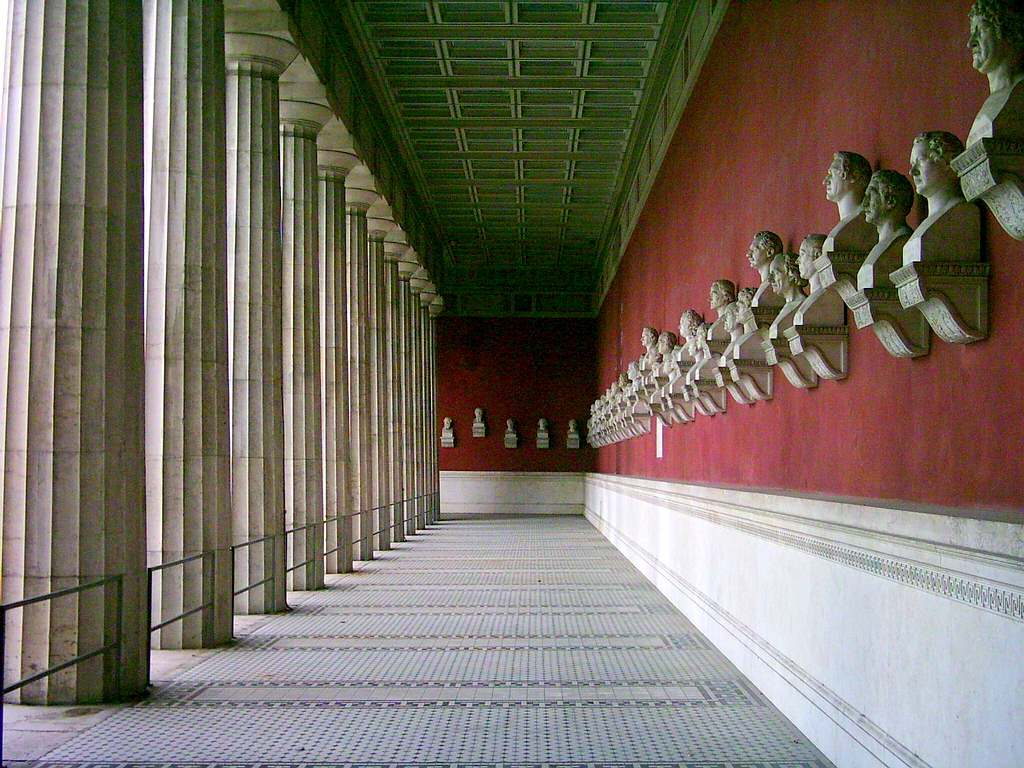
I busti all'interno della Ruhmeshalle

## Lista dei busti
- Wolfgang Miller, architetto
- Alex von Haslang, condottiere bavarese
- Johann Georg Herwarth, politico
- Johann Christian Freiherr von Preysing, politico
- Hans Carl Graf von Thüngen, maresciallo
- Johann Baptist Homann, studioso
- Nicolaus Hieronymus Gundling, studioso
- Johann Christoph Gatterer, storico
- Simon Schmid, inventore
- Martin Schongauer, pittore
- Martin Behaim, studioso
- Adam Kraft, scultore
- Konrad Celtes, poeta
- Johannes Tritheim, teologo
- Michael Wolgemut, pittore
- Hans Holbein il Vecchio, pittore
- Willibald Pirckheimer, studioso
- Veit Stoss, scultore

- Albrecht Altdorfer, pittore
- Hans Burgkmair, pittore
- Johann Eck, teologo
- Conrad Peutinger, studioso
- Leonhard von Eck, cancelliere
- Peter Apian, studioso

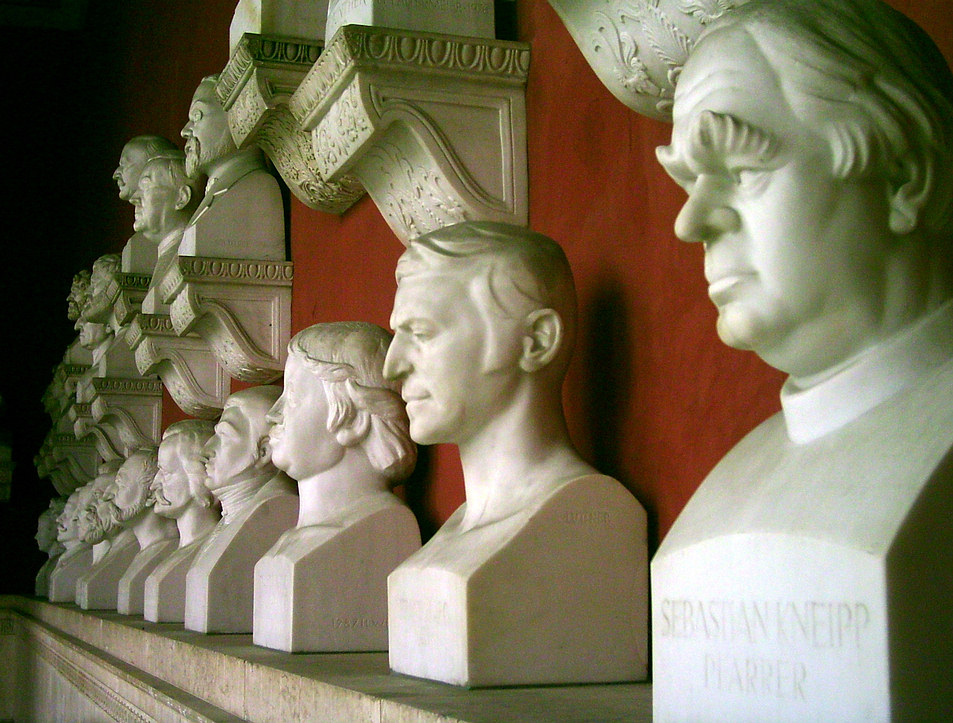
Busti nella ala nord, davanti Sebastian Kneipp

- Lucas Müller, chiamato Cranach il Vecchio, pittore
- Christoph Amberger, pittore
- Hans Jacob Fugger, mecenate
- Hans Sachs, poeta
- Roland De Lattre, chiamato Orlando di Lasso, compositore
- Christoph Schwartz, pittore
- Peter Canisius, teologo
- Pieter de Witte, detto Pietro il Candido, pittore
- Johann Tserclaes, conte di Tilly, conduttiero
- Gottfried Graf zu Pappenheim, generale
- Elias Holl, architetto

- Franz von Mercy, conduttiero

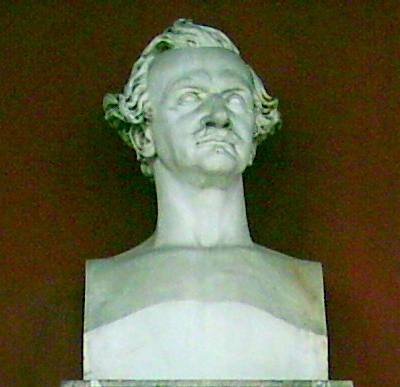
Busto di Ludovico I Re di Baviera nella Ruhmeshalle

- Christoph Scheiner, prete e studioso
- Bartholomäus Holzhauser, prete
- Johann von Mandl, politico
- Jakob Balde, prete e poeta
- Joachim Sandrart, pittore
- Caspar von Schmitt, politico
- Andreas Wolf, pittore
- Hadrian van der Werff, pittore
- Franz Beich, pittore
- Balthasar Neumann, architetto
- Ludovico I Re di Baviera
- Wiguläus Freiherr von Kreittmayr, politico
- Siegmund Graf von Haimhausen, politico
- Michael Ignatz Schmidt, storico
- Joseph Vogler, compositore
- Benjamin Thompson, uomo di Stato, inventore
- Johann Paul Friedrich Richter, scrittore
- Georg von Reichenbach, meccanico
- Joseph von Fraunhofer, ottico
- Lorenz von Westenrieder, storico
- Johann Michael von Sailer, vescovo
- Alois Senefelder, inventore della litografia
- August Graf von Platen, poeta
- Franz von Paula von Schrank, studioso
- Karl Fürst von Wrede, maresciallo
- Daniel Ohlmüller, architetto
- Franz von Baader, erudito
- Eduard von Schenk, poeta
- Joseph Pschorr, birraio
- Friedrich von Gärtner, architetto
- Ludwig Michael von Schwanthaler, scultore
- Franz Xaver Gabelsberger, inventore della stenografia tedesca
- Karl Rottmann, pittore
- Johann Andreas Schmeller, studioso
- Georg Simon Ohm, fisico
- Carl Orff, compositore
- Werner Heisenberg, fisico
- Bertolt Brecht, drammaturgo
- Emmy Noether, matematica
- Therese von Bayern, studiosa
- Franz von Lenbach, pittore
- Karl Amadeus Hartmann, compositore
- Heinrich Wieland, chimico
- Claus Schenk von Stauffenberg, militare
- Georg Britting, poeta
- Lena Christ, scrittrice
- Heinrich von Hess, pittore
- Leo von Klenze, architetto
- Peter von Cornelius, pittore
- Ferdinand von Miller, fonditore di bronzo
- Christoph Dientzenhofer, architetto
- Wilhelm Leibl, pittore
- Rudolf Diesel, ingegnere
- Ludwig Thoma, scrittore
- Siegmund Riezler, storico
- Oskar von Miller, elettroingegnere
- Ignaz Günther, scultore
- Friedrich Koenig, inventore
- Maximilian Joseph Montgelas, politico
- Clara Ziegler, attrice
- Johann Michael Fischer, architetto
- Arnold Sommerfeld, fisico
- Richard Willstätter, chimico
- Adolf von Hildebrand, scultore
- Carl Spitzweg, pittore
- Hans Freiherr von und zu Aufsess, fondatore del Germanisches Nationalmuseum
- Wilhelm Joseph Behr, professore di diritto
- Franz Erwein Graf von Schönborn, uomo di Stato
- Franz Marc, pittore
- Sebastian Kneipp, prete e medico